# Franciszek Pieczka

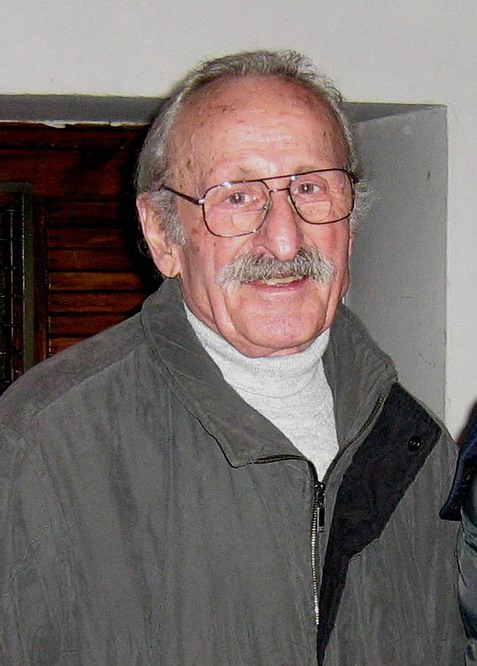
Franciszek Pieczka, 2007

Franciszek Maksymilian Pieczka (* 18. Januar 1928 in Godów, Oberschlesien; † 23. September 2022 in Warschau) war ein polnischer Schauspieler. Er gehört zu den bekanntesten Schauspielern seines Landes.

## Leben
Pieczka studierte zuerst an der Politechnika Gliwicka, dann absolvierte er im Jahr 1954 die Państwowa Wyższa Szkoła Teatralna in Warschau. Er debütierte in einem Theater in Jelenia Góra. Besonders bekannt machte ihn die Rolle des Gustlik in der Fernsehserie Vier Panzersoldaten und ein Hund, in der er in den Jahren 1966 bis 1971 spielte. Im Jahr 1970 zog er nach Warschau, wo er am Teatr Powszechny engagiert wurde.
Pieczka gewann zweimal einen Preis des Festiwal Polskich Filmów Fabularnych für die Hauptrollen in den Filmen Die Narbe (1976) und Jancio Wodnik (1993). 1984 erhielt er für Roland Gräfs Tragikomödie Fariaho den Darstellerpreis auf dem 3. Nationalen Spielfilmfestival der DDR.
2001 wurde er mit dem Kulturpreis Schlesien des Landes Niedersachsen ausgezeichnet.

## Filmografie (Auswahl)

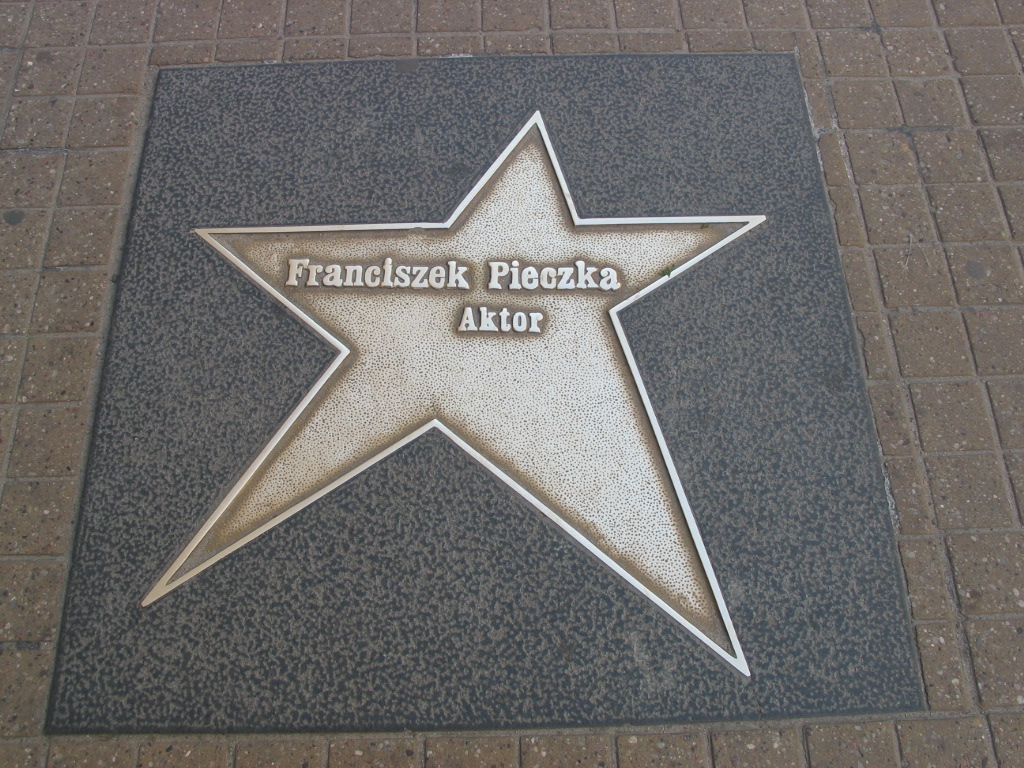
Pieczkas Stern auf dem Walk of Fame in Łódź

- 1961: Mutter Johanna von den Engeln (Matka Joanna od Aniołów)
- 1964: Die Handschrift von Saragossa (Rękopis znaleziony w Saragossie)
- 1967: Das Leben des Matthäus (Zywot Mateusza)
- 1969: Befreiung (Oswoboschdenije)
- 1972: Eine Perle in der Krone (Perła w koronie)
- 1972: Kaprysy Łazarza
- 1972: Chłopi
- 1973: Ciemna rzeka
- 1974: Sintflut (Potop)
- 1975: Das gelobte Land (Ziemia obiecana)
- 1975: Till Eulenspiegel
- 1976: Die Narbe (Blizna)
- 1978: Die Frau gegenüber
- 1979: Die große Flatter (TV-Mehrteiler)
- 1979: Vorposten (Placówka)
- 1979: Paciorki jednego różańca
- 1981/1988: Jadup und Boel
- 1981: Wäre die Erde nicht rund
- 1981: Das Dorf (Konopielka)
- 1982: Blisko, coraz bliżej
- 1982: Mutter Krol und ihre Söhne (Matka królów)
- 1983: Fariaho
- 1984: Sprawa się rypła
- 1986: Die Ballade von der Axt (Siekierezada)
- 1990: Das Land hinter dem Regenbogen
- 1991: Leben für Leben – Maximilian Kolbe (Życie za życie: Maksymilian Kolbe)
- 1993: Jancio Wodnik
- 2001: Quo vadis?